# Liga Mundial de Voleibol de 2004
A Liga Mundial de Voleibol de 2004 foi a 15ª edição do torneio anual masculino promovido pela Federação Internacional de Voleibol (FIVB). A fase final foi realizada em Roma, na Itália.

## Equipes participantes
Equipes que participaram da edição 2004 da Liga Mundial integrando os seguintes grupos:
| Grupo A                                | Grupo B                               | Grupo C                                     |
| -------------------------------------- | ------------------------------------- | ------------------------------------------- |
| Brasil · Grécia · Espanha · Portugal · | França · Bulgária · Japão · Polónia · | Itália · China · Sérvia e Montenegro · Cuba |

## Fase intercontinental

### Grupo A
| Pos | Equipe   | Pts | J  | V  | D | SP | SC | SA    | PP    | PC    | PA    |
| --- | -------- | --- | -- | -- | - | -- | -- | ----- | ----- | ----- | ----- |
| 1   | Brasil   | 24  | 12 | 12 | 0 | 36 | 6  | 6,000 | 1,031 | 822   | 1,254 |
| 2   | Grécia   | 17  | 12 | 5  | 7 | 22 | 25 | 0,880 | 1,030 | 1.016 | 1,014 |
| 3   | Espanha  | 16  | 12 | 4  | 8 | 19 | 26 | 0,731 | 953   | 1,015 | 0,939 |
| 4   | Portugal | 15  | 12 | 3  | 9 | 12 | 32 | 0,375 | 875   | 1,036 | 0,845 |

PTS - pontos, J - jogos, V - vitórias, D - derrotas, SP - sets pró, SC - sets contra, SA - sets average, PP - pontos pró, PC - pontos contra, PA - pontos average
| Data  | Jogo     | Jogo | Jogo     | Parciais | Parciais | Parciais | Parciais | Parciais | Cidade         |
| Data  | Jogo     | Jogo | Jogo     | 1        | 2        | 3        | 4        | 5        | Cidade         |
| ----- | -------- | ---- | -------- | -------- | -------- | -------- | -------- | -------- | -------------- |
| 4/06  | Grécia   | 0-3  | Brasil   | 19-25    | 22-25    | 22-25    | -        | -        | Larissa        |
| 5/06  | Espanha  | 3-0  | Portugal | 25-21    | 22-21    | 25-16    | -        | -        | Madrid         |
| 6/06  | Espanha  | 1-3  | Portugal | 26-24    | 13-25    | 18-25    | 17-25    | -        | Madrid         |
| 6/06  | Grécia   | 2-3  | Brasil   | 25-21    | 13-25    | 19-25    | 26-24    | 9-15     | Larissa        |
| 11/06 | Grécia   | 3-0  | Portugal | 25-20    | 25-16    | 25-18    | -        | -        | Larissa        |
| 12/06 | Brasil   | 3-1  | Espanha  | 26-28    | 25-14    | 25-19    | 25-20    | -        | São Paulo      |
| 13/06 | Brasil   | 3-0  | Espanha  | 25-16    | 25-22    | 25-16    | -        | -        | São Paulo      |
| 13/06 | Grécia   | 3-1  | Portugal | 25-18    | 22-25    | 25-22    | 25-13    | -        | Larissa        |
| 18/06 | Espanha  | 1-3  | Grécia   | 26-24    | 15-25    | 17-25    | 16-25    | -        | Valência       |
| 19/06 | Brasil   | 3-0  | Portugal | 25-16    | 25-19    | 25-16    | -        | -        | Campo Grande   |
| 20/06 | Brasil   | 3-0  | Portugal | 25-17    | 25-16    | 25-20    | -        | -        | Campo Grande   |
| 20/06 | Espanha  | 0-3  | Grécia   | 23-25    | 20-25    | 26-28    | -        | -        | Valência       |
| 26/06 | Brasil   | 3-0  | Grécia   | 25-20    | 25-22    | 25-21    | -        | -        | Belo Horizonte |
| 26/06 | Portugal | 1-3  | Espanha  | 25-21    | 20-25    | 19-25    | 11-25    | -        | Porto          |
| 27/06 | Brasil   | 3-0  | Grécia   | 25-21    | 25-19    | 25-22    | -        | -        | Belo Horizonte |
| 27/06 | Portugal | 0-3  | Espanha  | 15-25    | 21-25    | 17-25    | -        | -        | Porto          |
| 2/07  | Espanha  | 2-3  | Brasil   | 20-25    | 21-25    | 25-23    | 36-34    | 4-15     | Valladolid     |
| 3/07  | Portugal | 3-2  | Grécia   | 23-25    | 22-25    | 25-23    | 28-26    | 15-13    | Porto          |
| 4/07  | Espanha  | 0-3  | Brasil   | 15-25    | 23-25    | 19-25    | 25-17    | -        | Valladolid     |
| 4/07  | Portugal | 3-2  | Grécia   | 18-25    | 17-25    | 26-24    | 25-22    | 15-13    | Porto          |
| 9/07  | Grécia   | 3-2  | Espanha  | 21-25    | 25-20    | 16-25    | 25-14    | 15-13    | Patras         |
| 10/07 | Portugal | 0-3  | Brasil   | 19-25    | 20-25    | 23-25    | -        | -        | Porto          |
| 11/07 | Portugal | 1-3  | Brasil   | 25-23    | 19-25    | 19-25    | 15-25    | -        | Porto          |
| 11/07 | Grécia   | 1-3  | Espanha  | 23-25    | 25-20    | 13-25    | 17-25    | -        | Patras         |

### Grupo B
| Pos | Equipe   | Pts | J  | V | D  | SP | SC | SA    | PP    | PC    | PA    |
| --- | -------- | --- | -- | - | -- | -- | -- | ----- | ----- | ----- | ----- |
| 1   | Bulgária | 21  | 12 | 9 | 3  | 31 | 13 | 2,385 | 1,042 | 950   | 1,097 |
| 2   | França   | 21  | 12 | 9 | 3  | 29 | 17 | 1,706 | 1,072 | 992   | 1,081 |
| 3   | Polónia  | 18  | 12 | 6 | 6  | 22 | 24 | 0,917 | 1,063 | 1,055 | 1,008 |
| 4   | Japão    | 12  | 12 | 0 | 12 | 8  | 36 | 0,222 | 907   | 1,087 | 0,834 |

PTS - pontos, J - jogos, V - vitórias, D - derrotas, SP - sets pró, SC - sets contra, SA - sets average, PP - pontos pró, PC - pontos contra, PA - pontos average
| Data  | Jogo     | Jogo | Jogo     | Parciais | Parciais | Parciais | Parciais | Parciais | Cidade     |
| Data  | Jogo     | Jogo | Jogo     | 1        | 2        | 3        | 4        | 5        | Cidade     |
| ----- | -------- | ---- | -------- | -------- | -------- | -------- | -------- | -------- | ---------- |
| 4/06  | Bulgária | 2-3  | França   | 25-20    | 17-25    | 22-25    | 29-27    | 13-15    | Varna      |
| 5/06  | Japão    | 1-3  | Polônia  | 25-22    | 27-29    | 16-25    | 22-25    | -        | Matsumoto  |
| 6/06  | Japão    | 2-3  | Polônia  | 21-25    | 30-28    | 32-34    | 25-23    | 7-15     | Matsumoto  |
| 6/06  | Bulgária | 3-0  | França   | 25-21    | 25-23    | 25-22    | -        | -        | Varna      |
| 11/06 | Polônia  | 3-1  | Bulgária | 25-22    | 25-15    | 21-25    | 25-23    | -        | Bydgoszcz  |
| 11/06 | França   | 3-0  | Japão    | 25-19    | 25-19    | 25-16    | -        | -        | Paris      |
| 12/06 | Polônia  | 1-3  | Bulgária | 22-25    | 25-22    | 22-25    | 20-25    | -        | Bydgoszcz  |
| 12/06 | França   | 3-0  | Japão    | 25-19    | 25-18    | 25-18    | -        | -        | Paris      |
| 18/06 | Polônia  | 3-0  | Japão    | 29-27    | 25-19    | 25-20    | -        | -        | Katowice   |
| 18/06 | França   | 0-3  | Bulgária | 22-25    | 18-25    | 18-25    | -        | -        | Nancy      |
| 19/06 | Polônia  | 3-0  | Japão    | 25-13    | 30-28    | 25-21    | -        | -        | Katowice   |
| 19/06 | França   | 3-1  | Bulgária | 24-26    | 30-28    | 25-20    | 25-20    | -        | Nancy      |
| 25/06 | França   | 3-2  | Polônia  | 25-22    | 26-24    | 22-25    | 22-25    | 17-15    | Nantes     |
| 26/06 | Japão    | 1-3  | Bulgária | 27-29    | 21-25    | 25-23    | 23-25    | -        | Tokorozawa |
| 26/06 | França   | 2-3  | Polônia  | 20-25    | 25-23    | 23-25    | 25-18    | 8-15     | Nantes     |
| 27/06 | Japão    | 2-3  | Bulgária | 15-25    | 18-25    | 25-21    | 25-22    | 10-15    | Tokorozawa |
| 2/07  | Bulgária | 3-0  | Polônia  | 25-23    | 25-20    | 25-15    | -        | -        | Varna      |
| 3/07  | Japão    | 0-3  | França   | 13-25    | 23-25    | 20-25    | -        | -        | Tóquio     |
| 3/07  | Bulgária | 3-0  | Polônia  | 25-23    | 25-15    | 25-22    | -        | -        | Varna      |
| 4/07  | Japão    | 2-3  | França   | 27-25    | 19-25    | 16-25    | 29-27    | 11-15    | Tóquio     |
| 9/07  | Polônia  | 1-3  | França   | 25-22    | 25-27    | 22-25    | 25-27    | -        | Katowice   |
| 10/07 | Polônia  | 0-3  | França   | 17-25    | 24-26    | 20-25    | -        | -        | Katowice   |
| 10/07 | Bulgária | 3-0  | Japão    | 25-22    | 25-17    | 25-19    | -        | -        | Varna      |
| 11/07 | Bulgária | 3-0  | Japão    | 25-22    | 25-19    | 25-19    | -        | -        | Varna      |

### Grupo C
| Pos | Equipe              | Pts | J  | V  | D | SP | SC | SA    | PP    | PC    | PA    |
| --- | ------------------- | --- | -- | -- | - | -- | -- | ----- | ----- | ----- | ----- |
| 1   | Sérvia e Montenegro | 22  | 12 | 10 | 2 | 34 | 14 | 2,429 | 1,133 | 1,010 | 1,122 |
| 2   | Itália              | 19  | 12 | 7  | 5 | 27 | 19 | 1,421 | 1,036 | 1,000 | 1,036 |
| 3   | Cuba                | 16  | 12 | 4  | 8 | 18 | 29 | 0,621 | 1,017 | 1,078 | 0,943 |
| 4   | China               | 15  | 12 | 3  | 9 | 14 | 31 | 0,452 | 968   | 1,066 | 0,908 |

PTS - pontos, J - jogos, V - vitórias, D - derrotas, SP - sets pró, SC - sets contra, SA - sets average, PP - pontos pró, PC - pontos contra, PA - pontos average
| Data  | Jogo   | Jogo | Jogo   | Parciais | Parciais | Parciais | Parciais | Parciais | Cidade            |
| Data  | Jogo   | Jogo | Jogo   | 1        | 2        | 3        | 4        | 5        | Cidade            |
| ----- | ------ | ---- | ------ | -------- | -------- | -------- | -------- | -------- | ----------------- |
| 4/06  | Itália | 3-0  | China  | 25-17    | 25-22    | 25-20    | -        | -        | Eboli             |
| 4/06  | Cuba   | 1-3  | Sérvia | 21-25    | 17-25    | 25-23    | 29-31    | -        | Havana            |
| 5/06  | Cuba   | 3-2  | Sérvia | 25-20    | 23-25    | 25-21    | 15-25    | 18-16    | Havana            |
| 6/06  | Itália | 3-1  | China  | 25-19    | 26-28    | 25-22    | 25-20    | -        | Nápoles           |
| 11/06 | Sérvia | 2-3  | China  | 26-28    | 25-20    | 22-25    | 25-19    | 14-16    | Novi Sad          |
| 11/06 | Itália | 2-3  | Cuba   | 27-29    | 25-23    | 25-23    | 19-25    | 13-15    | Livorno           |
| 12/06 | Sérvia | 3-0  | China  | 25-17    | 25-20    | 25-20    | -        | -        | Belgrado          |
| 13/06 | Itália | 3-0  | Cuba   | 25-19    | 25-23    | 25-14    | -        | -        | Montecatini Terme |
| 18/06 | Sérvia | 3-1  | Cuba   | 25-17    | 25-22    | 15-25    | 25-15    | -        | belgrado          |
| 18/06 | China  | 1-3  | Itália | 25-12    | 21-25    | 23-25    | 21-25    | -        | Xangai            |
| 19/06 | Sérvia | 3-0  | Cuba   | 25-22    | 26-24    | 25-19    | -        | -        | Novi Sad          |
| 19/06 | China  | 0-3  | Itália | 26-28    | 15-25    | 15-25    | -        | -        | Xangai            |
| 25/06 | Itália | 2-3  | Sérvia | 25-21    | 30-32    | 25-17    | 24-26    | 8-15     | Verona            |
| 25/06 | China  | 3-1  | Cuba   | 25-23    | 21-25    | 25-21    | 25-23    | -        | Xangai            |
| 26/06 | China  | 3-1  | Cuba   | 21-25    | 25-23    | 25-20    | 25-21    | -        | Xangai            |
| 27/06 | Itália | 1-3  | Sérvia | 25-22    | 20-25    | 17-25    | 19-25    | -        | Modena            |
| 2/07  | Cuba   | 2-3  | Itália | 25-17    | 16-25    | 25-21    | 19-25    | 8-15     | Havana            |
| 3/07  | China  | 2-3  | Sérvia | 25-27    | 27-25    | 20-25    | 25-20    | 11-15    | Xangai            |
| 3/07  | Cuba   | 0-3  | Itália | 21-25    | 19-25    | 20-25    | -        | -        | Havana            |
| 4/07  | China  | 0-3  | Sérvia | 20-25    | 23-25    | 20-25    | -        | -        | Xangai            |
| 9/07  | Cuba   | 3-1  | China  | 25-22    | 25-19    | 20-25    | 25-22    | -        | Havana            |
| 10/07 | Sérvia | 3-1  | Itália | 26-24    | 25-17    | 23-25    | 25-20    | -        | Novi Sad          |
| 10/07 | Cuba   | 3-0  | China  | 25-18    | 25-23    | 25-18    | -        | -        | Havana            |
| 11/07 | Sérvia | 3-0  | Itália | 25-20    | 25-16    | 25-18    | -        | -        | Belgrado          |

## Fase final

### Países classificados
| País                | Classificação           |
| ------------------- | ----------------------- |
| Itália              | País-sede da fase final |
| Brasil              | Campeão do Grupo A      |
| Bulgária            | Campeão do Grupo B      |
| Sérvia e Montenegro | Campeão do Grupo C      |

### Grupo D
| Data  | Jogo   | Jogo | Jogo     | Parciais | Parciais | Parciais | Parciais | Parciais |
| Data  | Jogo   | Jogo | Jogo     | 1        | 2        | 3        | 4        | 5        |
| ----- | ------ | ---- | -------- | -------- | -------- | -------- | -------- | -------- |
| 16/07 | Itália | 3-0  | Sérvia   | 25-18    | 25-22    | 25-23    | -        | -        |
| 16/07 | Brasil | 3-1  | Bulgária | 25-17    | 32-30    | 18-25    | 25-21    | -        |

### Semifinais
| Data  | Jogo   | Jogo | Jogo     | Parciais | Parciais | Parciais | Parciais | Parciais |
| Data  | Jogo   | Jogo | Jogo     | 1        | 2        | 3        | 4        | 5        |
| ----- | ------ | ---- | -------- | -------- | -------- | -------- | -------- | -------- |
| 17/07 | Brasil | 3-0  | Sérvia   | 25-23    | 32-30    | 25-20    | -        | -        |
| 17/07 | Itália | 3-0  | Bulgária | 25-21    | 25-18    | 25-21    | -        | -        |

### Disputa de 3º lugar
| Data  | Jogo   | Jogo | Jogo     | Parciais | Parciais | Parciais | Parciais | Parciais |
| Data  | Jogo   | Jogo | Jogo     | 1        | 2        | 3        | 4        | 5        |
| ----- | ------ | ---- | -------- | -------- | -------- | -------- | -------- | -------- |
| 18/07 | Sérvia | 3-0  | Bulgária | 25-23    | 25-19    | 25-20    | -        | -        |

### Final
| Data  | Jogo   | Jogo | Jogo   | Parciais | Parciais | Parciais | Parciais | Parciais |
| Data  | Jogo   | Jogo | Jogo   | 1        | 2        | 3        | 4        | 5        |
| ----- | ------ | ---- | ------ | -------- | -------- | -------- | -------- | -------- |
| 18/07 | Brasil | 3-1  | Itália | 27-25    | 25-19    | 25-27    | 25-17    | -        |

## Classificação final
| 1 | 2 | 3 |
| Brasil Roberto Minuzzi · Marcelo Elgarten · Giovane Gavio · André Heller · Henrique Randow · Maurício Lima · Gilberto Godoy Filho · Murilo Endres · André Nascimento · Sérgio Dutra Santos · Anderson Rodrigues · Alan Barbosa Domingos · Gustavo Endres · Rodrigo Santana · Renato Felizardo · Joel Monteiro · Ricardo Garcia · Dante Amaral · Técnico: Bernardo Rezende | Itália Luigi Mastrangelo · Marco Meoni · Pietro Rinaldi · Manuel Coscione · Valerio Vermiglio · Samuele Papi · Andrea Sartoretti · Alberto Cisolla · Cristian Savani · Luca Tencati · Hristo Zlatanov · Damiano Pippi · Andrea Giani · Alessandro Fei · Paolo Tofoli · Francesco Biribanti · Paolo Cozzi · Matej Cernic · Técnico: Gian Paolo Montali | Sérvia e MontenegroVlado Petkovic · Milan Vasic · Goran Maric · Bojan Janic · Aleksandar Mitrovic · Branko Roljic · Dula Mester · Vasa Mijic · Nikola Grbic · Vladimir Grbic · Novica Bjelica · Andrija Geric · Goran Vujevic · Ivan Miljkovic · Ivan Ilic · Nikola Rosic · Milan Markovic · Andjelko Dangubic · Técnico: Ljubomir Travica |

| 4  | Bulgária |
| 5  | França   |
| 6  | Grécia   |
| 7  | Cuba     |
| 8  | Polónia  |
| 9  | Espanha  |
| 10 | China    |
| 11 | Japão    |
| 12 | Portugal |

## Prêmios
- Maior Pontuador:  Andrea Sartoretti

- Melhor Ataque:  Samuele Papi

- Melhor Bloqueio:  Luigi Mastrangelo

- Melhor Saque:  Matey Kaziyski